# Elek Köblös
Elek Köblös (n. 12 mai 1887, Dumbrăvioara, Austro-Ungaria – d. 9 octombrie 1938, închisoarea Lubianka, Moscova) a fost un politician comunist român de origine maghiară care a avut pseudonimele Balthazar, Bădulescu, Dănilă.
În urma celui de-al Treilea Congres al Partidului Comunist din România (ținut în 1924 la Viena), Köblös a fost ales Secretar General (1924-1927). Köblös fusese ales prin presiunile lui Stalin, care în acel moment încerca să-și impună principiul socialismului într-o singură țară cu scopul eliminării oricăror rivali politici. Köblös, care se auto-declara ca un credincios stalinist, va intra în conflict cu personalități de seamă ale PCdR, precum Gheorghe Cristescu (care era acuzat de oportunism de dreapta) și Marcel Pauker (care era acuzat de troțkism).
Köblös a fugit în Uniunea Sovietică unde, în 1928, a fost acuzat de troțkism și a fost arestat pentru câteva luni. Ca urmare a acestui eveniment, va rămâne în dizgrațiile sovieților, fiind criticat la Congresul al V-lea al PCdR. A fost pus în libertate până în 1937, când a fost din nou arestat și executat la închisoarea Lubianka din Moscova.